# 缺须寄蝇属
缺须寄蝇属（学名：Cuphocera）为寄蝇科的一个属。

## 下属物种
本属包括以下物种：
- 红尾缺须寄蝇 Cuphocera frater Chao et Shi
- 宽额缺须寄蝇 Cuphocera kuanyanj Chao
- 黏虫短须寄蝇 Cuphocera varia (Fabricius, 1794) ，异名： Peleteria varia Fabricius